# Beverhoutsveldkapel (Moerbrugge)
De veldkapel of Beverhoutsveldkapel is een kapel nabij Moerbrugge. De Mariakapel ligt op de hoek van de Veldstraat en de Beverhoutstraat, op de grens van Oedelem en Oostkamp.

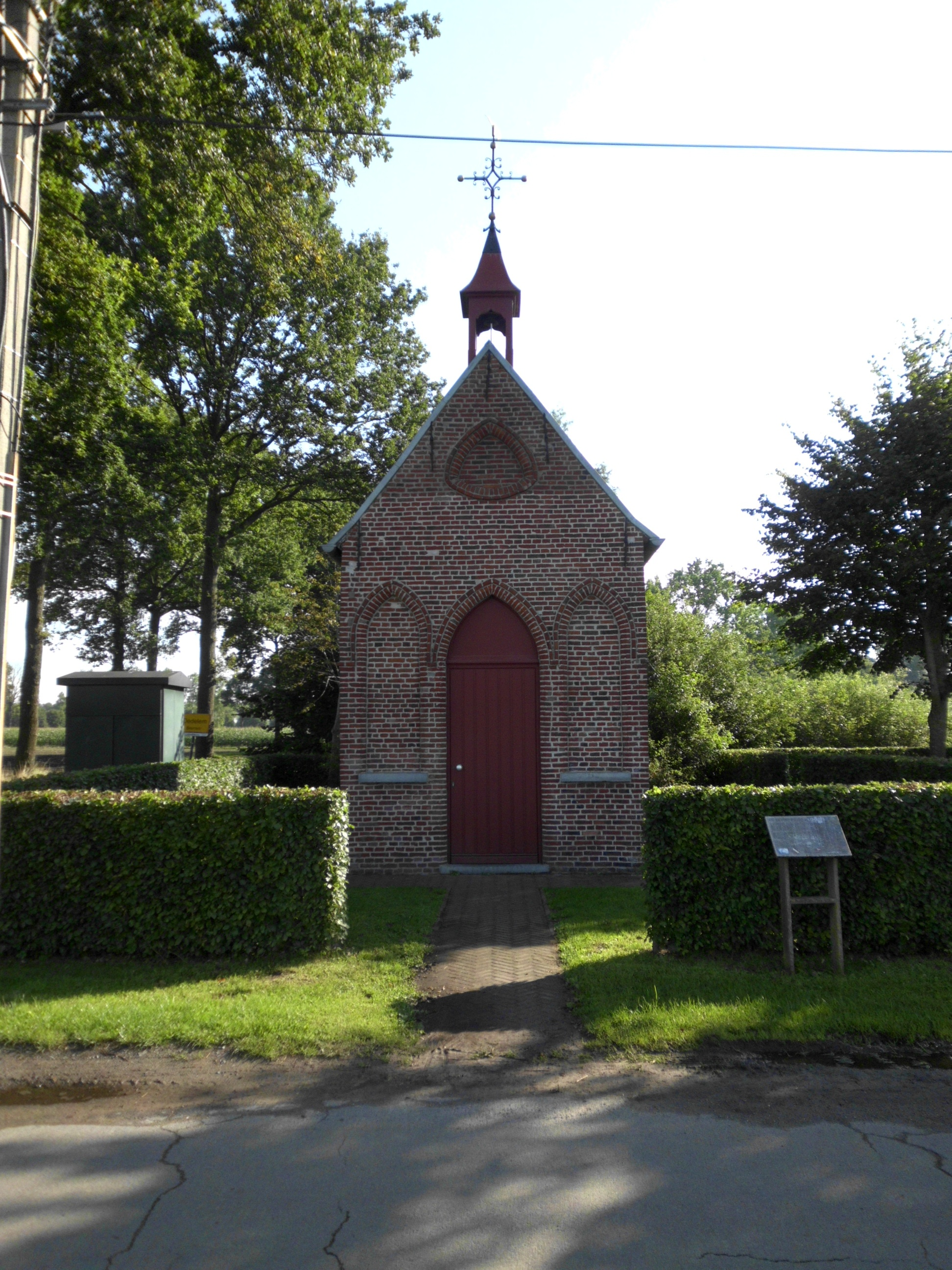
Veldkapel of Beverhoutsveldkapel nabij Moerbrugge, op de hoek van de Veldstraat en de Beverhoutstraat, op de grens van Oedelem en Oostkamp.

Het is een neogotische kapel onder een zadeldak van leien. Vooraan zit een grote deur geflankeerd door twee blinde vensters. Langs de beide zijkanten zitten twee vensters. De achterzijde is afgerond. Boven op de kapel staat vooraan een klokkentorentje en achteraan een kruis. De deur en de ramen zijn in roodbruin geschilderd.
Binnen staat een groot Mariabeeld op een houten sokkel. Daaronder staat een bank voor de offergaven (bloemen, kaarsen) en dankbetuigingen. Er staan ook een ijzeren kaarsenhouder en een tiental bidstoelen. Aan de linkerwand, naast het altaar, hangt een houten bord met volgende tekst:
Dank aan O.L.V. om de bescherming tijdens het

oorlogsgeweld om 'de slag van Moerbrugge en

't Beverhoutsveld'. 8 - 12 september 1944.

Onze dierbare medeburgers en alle militaire

slachtoffers bij dit gebeuren indachtig, in 't bijzonder

de dappere Canadese bevrijders v.d. 10° inf. brig.

Bidden we voor de vrede. O.L.V. bid voor ons.
Rondom de kapel ligt een smal pad. De kapel wordt omgeven door enkele bomen. In het grasperkje achter de kapel staat nu een picknicktafel met een fraai uitzicht op het Beverhoutsveld.

## Geschiedenis
Volgens de legende zou vroeger op deze plaats de parochiekerk van de heerlijkheid van Beveren gestaan hebben. Deze kerk zou op 3 mei 1382, de dag van de Heilig Bloedprocessie, door de Gentenaars, tijdens de Slag op het Beverhoutsveld, vernield zijn en daarna nooit meer herbouwd zijn. Waarschijnlijk is deze kapel echter zoals op veel plaats gewoon een uiting van landelijke vroomheid. Het was immers een gewoonte om op de rand van een Gemene Weide of gemeenschappelijk gebied, zoals het Beverhoutsveld was, een kapel te bouwen.
Bij de eerste optekening voor het kadaster in 1835 was de kapel reeds aanwezig en staat er als eigenaar "De Regierders van Beverhoutsveld". Het grote perceel heide, met slechts enkele voetwegels erdoor, staat aangeduid en benoemd als "aan het kapelletje".
De gemeente Oostkamp werd eigenaar van de kapel in het begin van de twintigste eeuw. Toen werd het Beverhoutsveld, na jarenlang touwtrekken, verdeeld door een uitspraak van de Rechtbank van Eerste Aanleg te Brugge op 2 juli 1902. De verdeling van het Vrijdom geschiedde in de verhouding: Oedelem 8/13de, Oostkamp 3/13de en 2/13de voor Beernem. De Veldkapel zal deel hebben uitgemaakt van het stuk dat aan Oostkamp werd toevertrouwd en is zo in het bezit gekomen van de gemeente.
Tijdens de slag om Moerbrugge in september 1944 werd de kapel, net zoals vele andere gebouwen in de omgeving, deels kapotgeschoten. De borden in de kapel zijn getuigen van de levendigheid waarmee deze bevrijdingsdagen nog herinnerd worden. Het is aannemer André De Baecke, die samen met architect Goormachtigh, de kapel hersteld heeft.
Rond de millenniumwisseling werd kapel hersteld. De Landelijke Gilde en KVLV zorgden voor een nieuw klokje. Het is gewijd tijdens een viering voor "de vruchten der aarde". De initialen van de vereniging zijn erin gegraveerd. In de eerste helft van juni 2001 werd het op zijn plaats gehangen in de lege klokkenstoel. Het pad rond de kapel werd in het voorjaar van 2000 heraangelegd. Het kapelletje werd geïntegreerd in een demonstratieproject voor kleine landschapelementen.